# Seznam utkání Hradce Králové v play off české hokejové extraligy
Toto je seznam zápasů Hradce Králové v play off české hokejové extraligy .

## Hradec Králové
| Hradec Králové versus | S  | Předkolo                                           | Čtvrtfinále                         | Semifinále        | Finále | V  | P  |
| --------------------- | -- | -------------------------------------------------- | ----------------------------------- | ----------------- | ------ | -- | -- |
| Třinec                | 1  |                                                    |                                     | 2017/2018 (2 : 4) |        | 2  | 4  |
| Brno                  | 2  |                                                    | 2018/2019 (0 : 4)                   | 2016/2017 (2 : 4) |        | 2  | 8  |
| Chomutov              | 0  |                                                    |                                     |                   |        | 0  | 0  |
| Liberec               | 2  |                                                    | 2017/2018 (4 : 3) 2020/2021 (0 : 4) |                   |        | 4  | 7  |
| Litvínov              | 1  |                                                    | 2016/2017 (4 : 1)                   |                   |        | 4  | 1  |
| Mladá Boleslav        | 2  |                                                    | 2015/2016 (2 : 4) 2021/2022 (1 : 4) |                   |        | 3  | 8  |
| Olomouc               | 0  |                                                    |                                     |                   |        | 0  | 0  |
| Pardubice             | 0  |                                                    |                                     |                   |        | 0  | 0  |
| Plzeň                 | 0  |                                                    |                                     |                   |        | 0  | 0  |
| Sparta Praha          | 1  |                                                    | 2014/2015 (0 : 4)                   |                   |        | 0  | 4  |
| Vítkovice             | 0  |                                                    |                                     |                   |        | 0  | 0  |
| Zlín                  | 1  |                                                    | 2013/2014 (2 : 4)                   |                   |        | 2  | 4  |
| Jihlava               | 0  |                                                    |                                     |                   |        | 0  | 0  |
| České Budějovice      | 0  |                                                    |                                     |                   |        | 0  | 0  |
| Karlovy Vary          | 1  | 2019/2020 (1 : 1) zrušeno kvůli pandemii covidu-19 |                                     |                   |        | 0  | 0  |
| Kladno                | 0  |                                                    |                                     |                   |        | 0  | 0  |
| Slavia Praha          | 0  |                                                    |                                     |                   |        | 0  | 0  |
| Vsetín                | 0  |                                                    |                                     |                   |        | 0  | 0  |
| Znojmo                | 0  |                                                    |                                     |                   |        | 0  | 0  |
| Celkem                | 11 |                                                    |                                     |                   |        | 17 | 36 |

## Hradec Králové - Zlín
| Číslo | Sezona    | Utkání      | Domácí        | Výsledek        | Hosté         | Třetiny         |
| --- | --------- | ----------- | ------------- | --------------- | ------------- | --------------- |
| 01. | 2013/2014 | čtvrtfinále | Zlín          | 2 : 1 PP Report | Mountfield HK | (0:0, 1:0, 0:1) |
| Branky Mountfieldu HK 47:22 Tomáš Pospíšil                                                                                 |           |             |               |                 |               |                 |
| 02. | 2013/2014 | čtvrtfinále | Zlín          | 3 : 4 Report    | Mountfield HK | (2:1, 1:2, 0:1) |
| Branky Mountfieldu HK 03:50 Rastislav Dej, 26:53 Jaroslav Kudrna, 39:22 Jaroslav Kudrna, 57:39 Jaroslav Kudrna             |           |             |               |                 |               |                 |
| 03. | 2013/2014 | čtvrtfinále | Mountfield HK | 3 : 4 PP Report | Zlín          | (1:0, 1:0, 1:3) |
| Branky Mountfieldu HK 08:56 Jiří Šimánek, 29:47 Peter Frühauf, 59:07 Jiří Šimánek                                          |           |             |               |                 |               |                 |
| 04. | 2013/2014 | čtvrtfinále | Mountfield HK | 5 : 1 Report    | Zlín          | (0:1, 2:0, 3:0) |
| Branky Mountfieldu HK 22:21 David Švagrovský, 22:42 Tomáš Knotek, 44:22 Tomáš Mertl, 50:42 Bohumil Jank, 58:41 Jakub Marek |           |             |               |                 |               |                 |
| 05. | 2013/2014 | čtvrtfinále | Zlín          | 4 : 0 Report    | Mountfield HK | (2:0, 1:0, 1:0) |
| Branky Mountfieldu HK nikdo                                                                                                |           |             |               |                 |               |                 |
| 06. | 2013/2014 | čtvrtfinále | Mountfield HK | 1 : 2 PP Report | Zlín          | (0:0, 0:1, 1:0) |
| Branky Mountfieldu HK 47:01 Vladimír Škoda                                                                                 |           |             |               |                 |               |                 |
| |           |             |               |                 |               |                 |
| Mountfield HK 2x utkání vyhrál, 4x utkání prohrál Mountfield HK 0x sérii vyhrál, 1x sérii prohrál                          |           |             |               |                 |               |                 |

## Hradec Králové - Sparta Praha
| Číslo                                                                                             | Sezona    | Utkání      | Domácí        | Výsledek     | Hosté         | Třetiny         |
| ------------------------------------------------------------------------------------------------- | --------- | ----------- | ------------- | ------------ | ------------- | --------------- |
| 01.                                                                                               | 2015/2015 | čtvrtfinále | Sparta Praha  | 3 : 0 Report | Mountfield HK | (1:0, 1:0, 1:0) |
| Branky Mountfieldu HK nikdo                                                                       |           |             |               |              |               |                 |
| 02.                                                                                               | 2015/2015 | čtvrtfinále | Sparta Praha  | 5 : 3 Report | Mountfield HK | (1:0, 1:3, 3:0) |
| Branky Mountfieldu HK 24:17 Jaroslav Kudrna, 27:29 Jaroslav Kudrna, 27:46 Roman Kukumberg         |           |             |               |              |               |                 |
| 03.                                                                                               | 2015/2015 | čtvrtfinále | Mountfield HK | 3 : 4 Report | Sparta Praha  | (0:2, 1:1, 2:1) |
| Branky Mountfieldu HK 32:37 Collin Valcourt, 49:27 Jaroslav Kudrna, 57:41 Jiří Šimánek            |           |             |               |              |               |                 |
| 04.                                                                                               | 2015/2015 | čtvrtfinále | Mountfield HK | 3 : 4 Report | Sparta Praha  | (1:2, 2:1, 0:1) |
| Branky Mountfieldu HK 09:21 Michal Tvrdík, 21:53 Jiří Šimánek, 35:48 Collin Valcourt              |           |             |               |              |               |                 |
|                                                                                                   |           |             |               |              |               |                 |
| Mountfield HK 0x utkání vyhrál, 4x utkání prohrál Mountfield HK 0x sérii vyhrál, 1x sérii prohrál |           |             |               |              |               |                 |

## Hradec Králové - Mladá Boleslav
| Číslo | Sezona    | Utkání      | Domácí         | Výsledek        | Hosté          | Třetiny                     |
| --- | --------- | ----------- | -------------- | --------------- | -------------- | --------------------------- |
| 01. | 2015/2016 | čtvrtfinále | Mountfield HK  | 5 : 2 Report    | Mladá Boleslav | (2:0, 0:1, 3:1)             |
| Branky Mountfieldu HK 00:49 Rudolf Červený, 11:01 Roman Kukumberg, 47:29 Jaroslav Kudrna, 48:00 Rastislav Dej, 51:24 Jiří Šimánek |           |             |                |                 |                |                             |
| 02. | 2015/2016 | čtvrtfinále | Mountfield HK  | 3 : 4 PP Report | Mladá Boleslav | (0:2, 1:0, 2:1)             |
| Branky Mountfieldu HK 32:30 Brian Ihnacak, 40:56 Martin Pláněk, 57:13 Rastislav Dej                                               |           |             |                |                 |                |                             |
| 03. | 2015/2016 | čtvrtfinále | Mladá Boleslav | 3 : 2 SN Report | Mountfield HK  | (0:1, 2:0, 0:1)             |
| Branky Mountfieldu HK 01:16 Stanislav Dietz, 56:12 Rudolf Červený                                                                 |           |             |                |                 |                |                             |
| 04. | 2015/2016 | čtvrtfinále | Mladá Boleslav | 5 : 4 SN Report | Mountfield HK  | (2:0, 1:3, 1:1)             |
| Branky Mountfieldu HK 24:30 Rudolf Červený, 34:40 Jaroslav Kudrna, 38:32 Jaroslav Bednář, 54:48 Peter Frühauf                     |           |             |                |                 |                |                             |
| 05. | 2015/2016 | čtvrtfinále | Mountfield HK  | 4 : 2 Report    | Mladá Boleslav | (1:0, 1:0, 2:2)             |
| Branky Mountfieldu HK 18:56 Stanislav Dietz, 36:56 Jaroslav Bednář, 49:31 Jaroslav Bednář, 50:47 Jaroslav Bednář                  |           |             |                |                 |                |                             |
| 06. | 2015/2016 | čtvrtfinále | Mladá Boleslav | 4 : 0 Report    | Mountfield HK  | (3:0, 1:0, 0:0)             |
| Branky Mountfieldu HK nikdo |           |             |                |                 |                |                             |
| 07. | 2021/2022 | čtvrtfinále | Mountfield HK  | 2 : 1 Report    | Mladá Boleslav | (0:0, 1:0, 1:1)             |
| Branky Mountfieldu HK 31:08 Kelly Klíma, 52:25 Kevin Klíma                                                                        |           |             |                |                 |                |                             |
| 08. | 2021/2022 | čtvrtfinále | Mountfield HK  | 2 : 3 Report    | Mladá Boleslav | (2:0, 0:2, 0:1)             |
| Branky Mountfieldu HK 00:54 Aleš Jergl, 03:42 Petr Kalina                                                                         |           |             |                |                 |                |                             |
| 09. | 2021/2022 | čtvrtfinále | Mladá Boleslav | 3 : 2 SN Report | Mountfield HK  | (0:0, 1:1, 1:1 - 0:0 - 1:0) |
| Branky Mountfieldu HK 30:02 Jakub Lev, 57:10 Radek Smoleňák                                                                       |           |             |                |                 |                |                             |
| 10. | 2021/2022 | čtvrtfinále | Mladá Boleslav | 4 : 3 PP Report | Mountfield HK  | (2:1, 1:1, 0:1 - 1:0)       |
| Branky Mountfieldu HK 04:54 Jeremie Blain, 38:43 Jakub Lev, 58:05 Radek Smoleňák                                                  |           |             |                |                 |                |                             |
| 11. | 2021/2022 | čtvrtfinále | Mountfield HK  | 3 : 4 PP Report | Mladá Boleslav | (1:1, 1:0, 1:2 - 0:1)       |
| Branky Mountfieldu HK 03:10 Jakub Orsava, 36:56 Aleš Jerg, 57:52 Nikita Ščerbak                                                   |           |             |                |                 |                |                             |
| |           |             |                |                 |                |                             |
| Mountfield HK 3x utkání vyhrál, 8x utkání prohrál Mountfield HK 0x sérii vyhrál, 2x sérii prohrál                                 |           |             |                |                 |                |                             |

## Hradec Králové - Litvínov
| Číslo | Sezona    | Utkání      | Domácí        | Výsledek     | Hosté         | Třetiny         |
| --- | --------- | ----------- | ------------- | ------------ | ------------- | --------------- |
| 01. | 2016/2017 | čtvrtfinále | Mountfield HK | 2 : 3 Report | Litvínov      | (1:1, 0:1, 1:1) |
| Branky Mountfieldu HK 07:56 Roman Kukumberg, 59:40 Andris Džeriņš |           |             |               |              |               |                 |
| 02. | 2016/2017 | čtvrtfinále | Mountfield HK | 3 : 0 Report | Litvínov      | (1:0, 2:0, 0:0) |
| Branky Mountfieldu HK 13:47 Blaž Gregorc, 20:52 Andris Džeriņš, 31:05 Tomáš Knotek                                                                                              |           |             |               |              |               |                 |
| 03. | 2016/2017 | čtvrtfinále | Litvínov      | 1 : 4 Report | Mountfield HK | (0:1, 1:1, 0:2) |
| Branky Mountfieldu HK 11:40 Roman Kukumberg, 27:37 Richard Jarůšek, 48:39 Alexandre Picard, 58:31 Tomáš Knotek                                                                  |           |             |               |              |               |                 |
| 04. | 2016/2017 | čtvrtfinále | Litvínov      | 1 : 2 Report | Mountfield HK | (0:1, 1:0, 0:1) |
| Branky Mountfieldu HK 19:10 Jiří Šimánek, 53:22 Rastislav Dej |           |             |               |              |               |                 |
| 05. | 2016/2017 | čtvrtfinále | Mountfield HK | 7 : 4 Report | Litvínov      | (3:0, 2:2, 2:2) |
| Branky Mountfieldu HK 01:53 Bedřich Köhler, 05:44 Rastislav Dej, 09:26 Alexandre Picard, 21:36 Alexandre Picard, 28:55 Tomáš Knotek, 42:08 Jaroslav Bednář, 52:49 Rastislav Dej |           |             |               |              |               |                 |
| 06. | 2020/2021 | předkolo    | Mountfield HK | 2 : 0 Report | Litvínov      | (1:0, 0:0, 1:0) |
| Branky Mountfieldu HK 02:19 Aleš Jergl, 51:34 Kelly Klíma |           |             |               |              |               |                 |
| 07. | 2020/2021 | předkolo    | Mountfield HK | 3 : 1 Report | Litvínov      | (1:1, 2:0, 0:0) |
| Branky Mountfieldu HK14:53 Radim Šalda, 24:50 Jakub Orsava, 38:19 MHK Petr Koukal                                                                                               |           |             |               |              |               |                 |
| 08. | 2020/2021 | předkolo    | Litvínov      | 1 : 5 Report | Mountfield HK | (0:3, 0:2, 1:0) |
| Branky Mountfieldu HK 04:47 Radim Šalda, 16:29 Jeremie Blain, 17:27 Jakub Orsava, 26:54 Marek Zachar, 27:25 Radek Smoleňák                                                      |           |             |               |              |               |                 |
| |           |             |               |              |               |                 |
| Mountfield HK 7x utkání vyhrál, 1x utkání prohrál Mountfield HK 2x sérii vyhrál, 0x sérii prohrál                                                                               |           |             |               |              |               |                 |

## Hradec Králové - Brno
| Číslo                                                                                             | Sezona    | Utkání      | Domácí        | Výsledek        | Hosté         | Třetiny         |
| ------------------------------------------------------------------------------------------------- | --------- | ----------- | ------------- | --------------- | ------------- | --------------- |
| 01.                                                                                               | 2016/2017 | semifinále  | Mountfield HK | 0 : 2 Report    | Brno          | (0:0, 0:0, 0:2) |
| Branky Mountfieldu HK nikdo                                                                       |           |             |               |                 |               |                 |
| 02.                                                                                               | 2016/2017 | semifinále  | Mountfield HK | 3 : 0 Report    | Brno          | (0:0, 2:0, 1:0) |
| Branky Mountfieldu HK 26:06 Jaroslav Bednář, 27:11 Roman Kukumberg, 53:25 Jiří Šimánek            |           |             |               |                 |               |                 |
| 03.                                                                                               | 2016/2017 | semifinále  | Brno          | 8 : 0 Report    | Mountfield HK | (1:0, 3:0, 4:0) |
| Branky Mountfieldu HK nikdo                                                                       |           |             |               |                 |               |                 |
| 04.                                                                                               | 2016/2017 | semifinále  | Brno          | 0 : 1 SN Report | Mountfield HK | (0:0, 0:0, 0:0) |
| Branky Mountfieldu HK rozhodující SN Tomáš Knotek                                                 |           |             |               |                 |               |                 |
| 05.                                                                                               | 2016/2017 | semifinále  | Mountfield HK | 1 : 3 Report    | Brno          | (1:1, 0:1, 0:1) |
| Branky Mountfieldu HK 17:47 Tomáš Knotek                                                          |           |             |               |                 |               |                 |
| 06.                                                                                               | 2016/2017 | semifinále  | Brno          | 2 : 1 PP Report | Mountfield HK | (0:1, 0:0, 1:0) |
| Branky Mountfieldu HK 05:29 Andris Džeriņš                                                        |           |             |               |                 |               |                 |
|                                                                                                   |           |             |               |                 |               |                 |
| 07.                                                                                               | 2018/2019 | čtvrtfinéle | Mountfield HK | 1 : 3 Report    | Brno          | (0:2, 1:0, 0:1) |
| Branky Mountfieldu HK 36:47 Radovan Pavlík                                                        |           |             |               |                 |               |                 |
| 08.                                                                                               | 2018/2019 | čtvrtfinéle | Mountfield HK | 0 : 5 Report    | Brno          | (0:2, 0:1, 0:2) |
| Branky Mountfieldu HK nikdo                                                                       |           |             |               |                 |               |                 |
| 09.                                                                                               | 2018/2019 | čtvrtfinéle | Brno          | 2 : 1 Report    | Mountfield HK | (0:0, 1:1, 1:0) |
| Branky Mountfieldu HK 28:54 Roman Kukumberg                                                       |           |             |               |                 |               |                 |
| 10.                                                                                               | 2018/2019 | čtvrtfinále | Brno          | 3 : 2 Report    | Mountfield HK | (2:2, 0:0, 1:0) |
| Branky Mountfieldu HK 15:20 Tomáš Vincour, 18:29 Richard Nedomlel                                 |           |             |               |                 |               |                 |
|                                                                                                   |           |             |               |                 |               |                 |
| Mountfield HK 2x utkání vyhrál, 8x utkání prohrál Mountfield HK 0x sérii vyhrál, 2x sérii prohrál |           |             |               |                 |               |                 |

## Hradec Králové - Liberec
| Číslo | Sezona    | Utkání      | Domácí        | Výsledek        | Hosté         | Třetiny               |
| --- | --------- | ----------- | ------------- | --------------- | ------------- | --------------------- |
| 01. | 2017/2018 | čtvrtfinále | Mountfield HK | 3 : 2 PP Report | Liberec       | (1:1, 1:1, 0:0)       |
| Branky Mountfieldu HK 05:37 Petr Koukal, 24:31 Lukáš Cingeľ, v prodloužení 62:03 Lukáš Vopelka                                                        |           |             |               |                 |               |                       |
| 02. | 2017/2018 | čtvrtfinále | Mountfield HK | 3 : 1 Report    | Liberec       | (0:1, 0:0, 3:0)       |
| Branky Mountfieldu HK 51:38 Lukáš Cingeľ, 57:13 Radek Smoleňák, 58:51 Jaroslav Bednář                                                                 |           |             |               |                 |               |                       |
| 03. | 2017/2018 | čtvrtfinále | Liberec       | 4 : 2 Report    | Mountfield HK | (2:1, 1:0, 1:1)       |
| Branky Mountfieldu HK 15:59 Radek Smoleňák, 57:30 Rudolf Červený                                                                                      |           |             |               |                 |               |                       |
| 04. | 2017/2018 | čtvrtfinále | Liberec       | 3 : 0 Report    | Mountfield HK | (2:0, 1:0, 0:0)       |
| Branky Mountfieldu HK nikdo |           |             |               |                 |               |                       |
| 05. | 2017/2018 | čtvrtfinále | Mountfield HK | 1 : 2 Report    | Liberec       | (0:1, 0:1, 1:0)       |
| Branky Mountfieldu HK 49:28 Rudolf Červený |           |             |               |                 |               |                       |
| 06. | 2017/2018 | čtvrtfinále | Liberec       | 1 : 2 Report    | Mountfield HK | (0:0, 0:1, 1:1)       |
| Branky Mountfieldu HK 21:15 Rudolf Červený, 59:28 Radek Smoleňák                                                                                      |           |             |               |                 |               |                       |
| 07. | 2017/2018 | čtvrtfinále | Mountfield HK | 2 : 1 Report    | Liberec       | (0:0, 2:0, 0:1)       |
| Branky Mountfieldu HK 33:41 Petr Koukal, 37:45 Radek Smoleňák                                                                                         |           |             |               |                 |               |                       |
| 08. | 2020/2021 | čtvrtfinále | Liberec       | 4 : 3 PP Report | Mountfield HK | (0:1, 1:2, 2:0 - 1:0) |
| Branky Mountfieldu HK 16:29 Kelly Klíma, 24:04 Vladimír Růžička, 28:01 Jakub Orsava                                                                   |           |             |               |                 |               |                       |
| 09. | 2020/2021 | čtvrtfinále | Liberec       | 3 : 0 Report    | Mountfield HK | (0:0, 2:0, 1:0)       |
| Branky Mountfieldu HKnikdo |           |             |               |                 |               |                       |
| 10. | 2020/2021 | čtvrtfinále | Mountfield HK | 0 : 3 Report    | Liberec       | (0:2, 0:1, 0:0)       |
| Branky Mountfieldu HK nikdo |           |             |               |                 |               |                       |
| 11. | 2020/2021 | čtvrtfinále | Mountfield HK | 1 : 3 Report    | Liberec       | (1:0, 0:0, 0:3)       |
| Branky Mountfieldu HK 10:03 Petr Koukal |           |             |               |                 |               |                       |
| 12. | 2022/2023 | čtvrtfinále | Mountfield HK | 2 : 4 Report    | Liberec       | (0:0, 1:1, 1:3)       |
| Branky Mountfieldu HK 20:22 Lukáš Cingeľ, 43:36 Kevin Klíma                                                                                           |           |             |               |                 |               |                       |
| 13. | 2022/2023 | čtvrtfinále | Mountfield HK | 3 : 2 Report    | Liberec       | (0:0, 2:1, 1:1)       |
| Branky Mountfieldu HK 20:20 Lukáš Cingeľ, 30:06 Kevin Klíma, 57:58 Kevin Klíma                                                                        |           |             |               |                 |               |                       |
| 14. | 2022/2023 | čtvrtfinále | Liberec       | 1 : 2 PP Report | Mountfield HK | (0:1, 0:0, 1:0 — 0:1) |
| Branky Mountfieldu HK 11:02 Radovan Pavlík, 60:37 Aleš Jergl                                                                                          |           |             |               |                 |               |                       |
| 15. | 2022/2023 | čtvrtfinále | Liberec       | 1 : 2 Report    | Mountfield HK | (0:1, 0:0, 1:1)       |
| Branky Mountfieldu HK 00:46 Christophe Lalancette, 43:36 Matěj Chalupa                                                                                |           |             |               |                 |               |                       |
| 16. | 2022/2023 | čtvrtfinále | Mountfield HK | 6 : 4 Report    | Liberec       | (1:0, 2:3, 3:1)       |
| Branky Mountfieldu HK 08:12 Jakub Lev, 21:20 Christophe Lalancette, 29:21 Bohumil Jank, 41:47 Aleš Jergl, 47:41 Oliver Okuliar , 49:55 Jordann Perret |           |             |               |                 |               |                       |
| |           |             |               |                 |               |                       |
| Mountfield HK 8x utkání vyhrál, 8x utkání prohrál Mountfield HK 2x sérii vyhrál, 1x sérii prohrál                                                     |           |             |               |                 |               |                       |

## Hradec Králové - Třinec
| Číslo                                                                                             | Sezona    | Utkání     | Domácí        | Výsledek        | Hosté          | Třetiny               |
| ------------------------------------------------------------------------------------------------- | --------- | ---------- | ------------- | --------------- | -------------- | --------------------- |
| 01.                                                                                               | 2017/2018 | semifinále | Mountfield HK | 1 : 4 Report    | Třinec         | (0:1, 0:2, 1:1)       |
| Branky Mountfieldu HK 45:36 Radovan Pavlík                                                        |           |            |               |                 |                |                       |
| 02.                                                                                               | 2017/2018 | semifinále | Mountfield HK | 1 : 2 Report    | Třinec         | (0:2, 1:0, 0:0)       |
| Branky Mountfieldu HK 23:00 Andris Džeriņš                                                        |           |            |               |                 |                |                       |
| 03.                                                                                               | 2017/2018 | semifinále | Třinec        | 5 : 1 Report    | Mountfield HK  | (3:0, 2:1, 0:0)       |
| Branky Mountfieldu HK 21:51 Lukáš Cingeľ                                                          |           |            |               |                 |                |                       |
| 04.                                                                                               | 2017/2018 | semifinále | Třinec        | 1 : 2 PP Report | Mountfield HK  | (1:1, 0:0, 0:0)       |
| Branky Mountfieldu HK 17:17 Oskars Cibuļskis, v prodoužení 79:27 Radek Smoleňák                   |           |            |               |                 |                |                       |
| 05.                                                                                               | 2017/2018 | semifinále | Mountfield HK | 3 : 2 PP Report | Třinec         | (0:1, 2:1, 0:0)       |
| Branky Mountfieldu HK 24:58 Jiří Šimánek, 26:22 Petr Zámorský, v prodoužení 79:27 Radovan Pavlík  |           |            |               |                 |                |                       |
| 06.                                                                                               | 2017/2018 | semifinále | Třinec        | 2 : 1 PP Report | Mountfield HK  | (0:0, 1:0, 0:1)       |
| Branky Mountfieldu HK 44:05 Andris Džeriņš                                                        |           |            |               |                 |                |                       |
| 07.                                                                                               | 2022/2023 | finále     | Mountfield HK | 2 : 4 Report    | Třinec         | (0:0, 0:1, 2:3)       |
| Branky Mountfieldu HK 41:12 Kevin Klíma, 43:52 Radek Smoleňák                                     |           |            |               |                 |                |                       |
| 08.                                                                                               | 2022/2023 | finále     | Mountfield HK | 1 : 2 PP Report | Třinec         | (0:1, 1:0, 0:0 - 0:1) |
| Branky Mountfieldu HK 22:02 Aleš Jergl                                                            |           |            |               |                 |                |                       |
| 09.                                                                                               | 2022/2023 | finále     | Třinec        | 1 : 0 Report    | Mountfieldu HK | (0:0, 1:0, 0:0)       |
| Branky Mountfieldu HK nikdo                                                                       |           |            |               |                 |                |                       |
| 10.                                                                                               | 2022/2023 | finále     | Třinec        | 1 : 2 PP Report | Mountfieldu HK | (0:1, 1:0, 0:0 - 0:1) |
| Branky Mountfieldu HK 18:07 Bohumil Jank, 60:34 Radovan Pavlík                                    |           |            |               |                 |                |                       |
| 11.                                                                                               | 2022/2023 | finále     | Mountfield HK | 3 : 0 Report    | Třinec         | (1:0, 1:0, 1:0)       |
| Branky Mountfieldu HK 00:27 Patrik Miškář, 36:56 Radek Pilař, 57:49 Marek Zachar                  |           |            |               |                 |                |                       |
| 12.                                                                                               | 2022/2023 | finále     | Třinec        | 4 : 1 Report    | Mountfield HK  | (1:0, 0:0, 3:1)       |
| Branky Mountfieldu HK 46:08 Mislav Rosandić                                                       |           |            |               |                 |                |                       |
|                                                                                                   |           |            |               |                 |                |                       |
| Mountfield HK 4x utkání vyhrál, 8x utkání prohrál Mountfield HK 0x sérii vyhrál, 2x sérii prohrál |           |            |               |                 |                |                       |

## Hradec Králové - Karlovy Vary
| Číslo                                                                                                 | Sezona    | Utkání   | Domácí        | Výsledek     | Hosté        | Třetiny         |
| --- | --------- | -------- | ------------- | ------------ | ------------ | --------------- |
| 01.                                                                                                   | 2019/2020 | předkolo | Mountfield HK | 3 : 1 Report | Karlovy Vary | (2:0, 1:0, 0:1) |
| Branky Mountfield HK 04:43 Jordann Perret, 13:43 Radek Pilař, 25:35 Aleš Jergl                        |           |          |               |              |              |                 |
| 02.                                                                                                   | 2019/2020 | předkolo | Mountfield HK | 3 : 5 Report | Karlovy Vary | (0:1, 2:1, 1:3) |
| Branky Mountfield HK 21:16 Jordann Perret, 26:01 Aleš Jergl, 55:25 Petr Koukal                        |           |          |               |              |              |                 |
| |           |          |               |              |              |                 |
| Mountfield HK 01 utkání vyhrála, 01 utkání prohrála Mountfield HK 0x sérii vyhrála, 0x sérii prohrála |           |          |               |              |              |                 |

## Hradec Králové - HK Vítkovice
| Číslo | Sezona    | Utkání     | Domácí        | Výsledek        | Hosté         | Třetiny                     |
| --- | --------- | ---------- | ------------- | --------------- | ------------- | --------------------------- |
| 01. | 2022/2023 | semifinále | Vítkovice     | 0 : 1 SN Report | Mountfield HK | (0:0, 0:0, 0:0 - 0:0 - 0:1) |
| Branky Mountfield HK rozhodující SN Oliver Okuliar                                                           |           |            |               |                 |               |                             |
| 02. | 2022/2023 | semifinále | Vítkovice     | 2 : 3 PP Report | Mountfield HK | (0:0, 0:0, 2:2 - 0:1)       |
| Branky Mountfield HK 48:49 Jeremie Blain, 56:10 Graeme Mccormack, 61:59 Patrik Miškář                        |           |            |               |                 |               |                             |
| 03. | 2022/2023 | semifinále | Mountfield HK | 4 : 2 Report    | Vítkovice     | (2:1, 0:0, 2:1)             |
| Branky Mountfield HK 09:50 Oliver Okuliar, 17:52 Graeme Mccormack, 55:53 Patrik Miškář, 59:14 Radovan Pavlík |           |            |               |                 |               |                             |
| 04. | 2022/2023 | semifinále | Mountfield HK | 1 : 2 Report    | Vítkovice     | (0:1, 1:1, 0:0)             |
| Branky Mountfield HK 36:49 Jan Eberle                                                                        |           |            |               |                 |               |                             |
| 05. | 2022/2023 | semifinále | Vítkovice     | 3 : 2 PP Report | Mountfield HK | (0:2, 1:0, 1:0 - 1:0)       |
| Branky Mountfield HK 11:51 Kevin Klíma, 15:23 Jordann Perret                                                 |           |            |               |                 |               |                             |
| 06. | 2022/2023 | semifinále | Mountfield HK | 1 : 2 PP Report | Vítkovice     | (0:1, 0:0, 1:0 - 0:1)       |
| Branky Mountfield HK 50:39 Graeme Mccormack                                                                  |           |            |               |                 |               |                             |
| 07. | 2022/2023 | semifinále | Vítkovice     | 1 : 2 PP Report | Mountfield HK | (0:0, 1:1, 0:0 - 0:1)       |
| Branky Mountfield HK 26:55 Patrik Miškář, 78:04 Oliver Okuliar                                               |           |            |               |                 |               |                             |
| |           |            |               |                 |               |                             |
| Mountfield HK 4x utkání vyhrál, 3x utkánní prohrál Mountfield HK 1x sérii vyhrál, 0x sérii prohrál           |           |            |               |                 |               |                             |